# Kastriot Imeri
Kastriot Imeri, né le 27 juin 2000 à Genève en Suisse, est un footballeur international suisse, qui évolue au poste de milieu central au FC Thoune en prêt du BSC Young Boys.

## Biographie

### En club
Né à Genève en Suisse de parents originaires du Kosovo, Kastriot Imeri passe par le Meyrin FC avant d'être formé par le Servette FC, qu'il rejoint en 2013. Il joue son premier match avec les professionnels le 3 juin 2017, lors d'une rencontre de Challenge League face au FC Le Mont. Il entre en jeu en cours de partie lors de cette rencontre remportée par son équipe (0-1). Le 13 décembre 2017, il prolonge son contrat jusqu'en juin 2021.
Avec le Servette, il devient champion de deuxième division lors de la saison 2018-2019, le club retrouvant ainsi l'élite du football suisse la saison suivante.
Imeri joue son premier match de Super League le 27 juillet 2019, lors d'un match nul face au FC Sion (0-0).
Le 26 octobre 2020, Imeri prolonge son contrat jusqu'en 2023 avec le Servette.
Le 16 août 2022, Kastriot Imeri quitte le Servette FC et rejoint le BSC Young Boys. Il signe un contrat courant jusqu'en juin 2026,.
Le 14 août 2025, il prolonge son contrat avec le club, jusqu'en été 2027 et est prêté pour une saison par YB à un autre club de Super League, le FC Thoune, néo-promu en début de saison et le club de l'Oberland bernois dispose d'une option d'achat.

### En équipe nationale
Avec les moins de 19 ans, il inscrit un but contre la Biélorussie en octobre 2018. Ce match gagné 0-1 rentre dans le cadre des éliminatoires du championnat d'Europe 2019. A plusieurs reprises, Imeri officie comme capitaine de cette sélection.
Le 4 septembre 2020, il reçoit sa première sélection avec les espoirs, lors d'une rencontre face à la Slovaquie (victoire 4-1). Le 16 novembre 2020, il inscrit son premier but avec les espoirs, contre la France (défaite 3-1). Ces deux matchs rentrent dans le cadre des éliminatoires de l'Euro espoirs 2021. Le 12 octobre 2021, Imeri se fait remarquer avec les espoirs en inscrivant un but sur coup franc direct de 25 mètres, contre la Bulgarie, et permet à son équipe de s'imposer (0-1 score final),.
En novembre 2021, Kastriot Imeri est convoqué pour la première fois avec l'équipe nationale de Suisse par le sélectionneur Murat Yakın pour pallier plusieurs forfaits, dans le cadre des éliminatoires de la Coupe du monde 2022.
Le 12 novembre 2021 face à l’Italie à Rome, Kastriot Imeri joue sa première sélection avec l’équipe première.

## Palmarès
Servette FC
- Championnat de Suisse de deuxième division (1) :
  - Champion : 2018-2019.

BSC Young Boys
- Championnat de Suisse (2 ) :
  - 2022-2023, 2023-2024

- Coupe de Suisse (1) :
  - Vainqueur : 2023